# Phlebotomus elgonensis
Phlebotomus elgonensis är en tvåvingeart som beskrevs av Ngoka, Madel och Mutinga 1975. Phlebotomus elgonensis ingår i släktet Phlebotomus och familjen fjärilsmyggor.
Artens utbredningsområde är Kenya. Inga underarter finns listade i Catalogue of Life.